# Quốc kỳ Tunisia
Quốc kỳ Tunisia (tiếng Ả Rập: علم تونس); tiếng Pháp: Drapeau de la Tunisie) là một lá cờ màu đỏ, có hình tròn màu trắng. 